# Tubulanus linearis
Tubulanus linearis är en djurart som tillhör fylumet slemmaskar, och som först beskrevs av McIntosh 1874. Enligt Catalogue of Life ingår Tubulanus linearis i släktet Tubulanus och familjen Tubulanidae, men enligt Dyntaxa är tillhörigheten istället släktet Tubulanus, och ordningen Palaeonemertea. Arten är reproducerande i Sverige. Inga underarter finns listade i Catalogue of Life.